# FPT (Vietnam)
Pour les articles homonymes, voir FPT.
FPT anciennement The Corporation for Financing and Promoting Technology est une société transnationale de technologies de l'information et de la communication du Viêt Nam. Elle est basée à Hanoï et a des filiales à Hô Chi Minh-Ville et à Da Nang.

## Positionnement
FPT est classée première dans la section des sociétés privées de la liste VNR500 de 2008 des sociétés les plus importantes du Viêt Nam. La liste est construite sur la base du revenu, de la croissance et d'autres facteurs économiques. FPT est l'une des sociétés leader du Viêt Nam,. FPT poursuit sa croissance malgré la crise mondiale,.

## Activités
FPT a des filiales dans les télécommunications, l'immobilier, l'éducation et les services financiers,.
- FPT Software
- FPT Trading Company Limited
- FPT Information System Corporation
- FPT Distribution Company
- FPT University[11]
- FPT Corporation, Asset Management Arm
- Fpt Informatics Services Company Limited
- FPT Land Co. Ltd.
- FPT Online Service Joint-Stock Company
- FPT Software Solutions Co.Ltd
- Fpt Hoa Lac High-tech Park Development Co. Ltd.
- FPT Entertainments and Media Company Ltd.
- Fpt Visky Joint Stock Company
- FPT Promotion JSC
- FPT Investment Company Limited
- FPT Informatic Services Company Limited
- FPT Education Company Limited
- FPT Mobile Co.
- FPT Securities[12]

## Actionnaires
Au 21 avril 2020, les 10 plus grands actionnaires de FPT sont :
| #  | Actionnaire                                | Actions    | %      |
| -- | ------------------------------------------ | ---------- | ------ |
| 1  | Binh Gia Truong                            | 48 036 396 | 7,08 % |
| 2  | State Capital Investment Corp.             | 40 016 780 | 5,90 % |
| 3  | Ngoc Quang Bui                             | 18 643 931 | 2,75 % |
| 4  | Qt Co. Ltd.                                | 15 460 500 | 2,28 % |
| 5  | Truck Capital Management LLC               | 14 262 798 | 2,10 % |
| 6  | FIL Investment Management (Hong Kong) Ltd. | 12 712 297 | 1,87 % |
| 7  | Mason Hill Advisors LLC                    | 12 174 502 | 1,79 % |
| 8  | Templeton Asset Management Ltd.            | 11 961 204 | 1,76 % |
| 9  | Dragon Capital Management Co. Ltd.         | 11 942 756 | 1,76 % |
| 10 | Thanh Thanh Thi Truong                     | 10 971 356 | 1,62 % |